# Chambley-Bussières
Chambley-Bussières és un municipi francès situat al departament de Meurthe i Mosel·la i a la regió del Gran Est. L'any 2007 tenia 497 habitants.

## Demografia

### Població
El 2007 la població de fet de Chambley-Bussières era de 497 persones. Hi havia 179 famílies, de les quals 36 eren unipersonals (13 homes vivint sols i 23 dones vivint soles), 50 parelles sense fills, 83 parelles amb fills i 10 famílies monoparentals amb fills.
La població ha evolucionat segons el següent gràfic:
Habitants censats

### Habitatges
El 2007 hi havia 213 habitatges, 184 eren l'habitatge principal de la família, 5 eren segones residències i 24 estaven desocupats. 202 eren cases i 10 eren apartaments. Dels 184 habitatges principals, 155 estaven ocupats pels seus propietaris, 26 estaven llogats i ocupats pels llogaters i 2 estaven cedits a títol gratuït; 1 tenia una cambra, 1 en tenia dues, 8 en tenien tres, 47 en tenien quatre i 127 en tenien cinc o més. 152 habitatges disposaven pel capbaix d'una plaça de pàrquing. A 65 habitatges hi havia un automòbil i a 102 n'hi havia dos o més.

### Piràmide de població
La piràmide de població per edats i sexe el 2009 era:
| Homes | Edats   | Dones |
| ----- | ------- | ----- |
| 0     | 95 o +  | 0     |
| 0     | 90 a 94 | 0     |
| 0     | 85 a 89 | 0     |
| 4     | 80 a 84 | 0     |
| 8     | 75 a 79 | 16    |
| 4     | 70 a 74 | 12    |
| 8     | 65 a 69 | 12    |
| 4     | 60 a 64 | 8     |
| 4     | 55 a 59 | 4     |
| 12    | 50 a 54 | 8     |
| 16    | 45 a 49 | 16    |
| 36    | 40 a 44 | 8     |
| 8     | 35 a 39 | 32    |
| 16    | 30 a 34 | 4     |
| 12    | 25 a 29 | 12    |
| 16    | 20 a 24 | 8     |
| 24    | 15 a 19 | 16    |
| 24    | 10 a 14 | 24    |
| 32    | 5 a 9   | 20    |
| 8     | 0 a 4   | 16    |

## Economia
El 2007 la població en edat de treballar era de 318 persones, 266 eren actives i 52 eren inactives. De les 266 persones actives 242 estaven ocupades (132 homes i 110 dones) i 24 estaven aturades (13 homes i 11 dones). De les 52 persones inactives 17 estaven jubilades, 16 estaven estudiant i 19 estaven classificades com a «altres inactius».

### Ingressos
El 2009 a Chambley-Bussières hi havia 220 unitats fiscals que integraven 598,5 persones, la mediana anual d'ingressos fiscals per persona era de 16.707 €.

### Activitats econòmiques
Dels 18 establiments que hi havia el 2007, 1 era d'una empresa alimentària, 1 d'una empresa de fabricació d'altres productes industrials, 4 d'empreses de construcció, 4 d'empreses de comerç i reparació d'automòbils, 2 d'empreses de transport, 1 d'una empresa d'hostatgeria i restauració, 2 d'empreses immobiliàries, 2 d'empreses de serveis i 1 d'una entitat de l'administració pública.
Dels 7 establiments de servei als particulars que hi havia el 2009, 1 era una oficina de correu, 1 taller de reparació d'automòbils i de material agrícola, 1 paleta, 1 fusteria, 1 electricista, 1 restaurant i 1 agència immobiliària.
L'únic establiment comercial que hi havia el 2009 era una fleca.
L'any 2000 a Chambley-Bussières hi havia 11 explotacions agrícoles que ocupaven un total de 1.064 hectàrees.

## Equipaments sanitaris i escolars
El 2009 hi havia una escola elemental.

## Poblacions més properes
El següent diagrama mostra les poblacions més properes.